# 리 언크리치
리 언크리치(Lee Unkrich, 1967년 8월 8일 ~ )은 미국의 영화 감독이자 영화 편집자이다. 1994년 영상 편집자로 픽사의 제작 팀에 들어갔다. 후에 《토이 스토리 2》, 《몬스터 주식회사》, 《니모를 찾아서》의 공동 감독을 하였으며, 2010년 공개된 《토이 스토리 3》는 단독 감독을 하였다.
또한 2017년 《코코》의 감독으로 활동했다

## 필모그래피
- 토이 스토리 3 (2010년)
- 코코 (2017년)

## 수상
- 2000년 애니어워즈 애니메이션부문 감독상
- 2002년 호치 필름 어워즈 최우수 외국어 영화상
- 2004년 애니어워즈 애니메이션부문 감독상
- 2011년 제68회 골든 글로브 애니메이션부문 최우수 감독
- 2011년 제83회 아카데미 시상식 장편 애니메이션부문 작품상
- 2018년 제75회 골든 글로브 시상식 장편 애니메이션상